# XXIV Festival del Huaso de Olmué
El XXIV Festival del Huaso de Olmué, también conocido como Olmué 1993, se realizó entre los días 22 y 24 de enero de 1993 en el Anfiteatro El Patagual. El evento fue transmitido por la Red de Televisión de la Universidad de Chile (actual Chilevisión) y tuvo como animador principal a Juan La Rivera. No obstante, el rol de la conducción fue compartido con diversas duplas de jóvenes conductores que eran rostros emergentes del canal o figuras con creciente presencia mediática en el país.

## Artistas

### Musicales
- Cuncumén
- Joe Vasconcellos
- Héctor Titin Molina
- Profetas y Frenéticos
- Luisín Landáez
- Pablo Zambrano y América Viva
- René Inostroza
- Mira Gutiérrez y Los Cantores del Sur
- Varadero
- Chamal
- Carmen Prieto
- Tito Fernández
- Los del Valle

### Humor
- Paulo Iglesias
- Felo

## Competencia
Fueron diez las canciones seleccionadas para competir en la edición. Por primera vez en la historia del certamen, un mismo autor obtuvo el primer lugar en dos años consecutivos: Pedro Plaza, quien ya se había adjudicado el triunfo en 1992 con la canción «Falucho maulino».
| Título                         | Intérprete(s)                 | Autor(a) y compositor(a) | Lugar     |
| ------------------------------ | ----------------------------- | ------------------------ | --------- |
| "Valparaíso amigo"             | Estudiantina de la Chimba     | Pedro Plaza              | Ganador   |
| "La nueva vida"                | Marcela Cárcamo y Ventisquero | Nano Acevedo             | 2.° Lugar |
| "Por darle el gusto a mi mamá" | Lafquén                       | Antonio Cerpa            | 3.° Lugar |

También fue entregado el premio a Mejor Intérprete a José Luis Hernández y Cantamérica por su presentación de la canción «Soy artesano del campo». 